# 그린월드 (미네소타주)

그린월드(Greenwald)는 미국 미네소타주 스턴스군의 도시이다. 이 지역의 인구 수는 2010년 인구조사에 따르면 222명이다. 세인트클라우드 메트로폴리턴 에어리어의 일부이다.

## 역사
그린월드라는 이름의 우체국이 1910년부터 운영 중이다. 그린월드(Greenwald)는 부분적으로 숲을 의미하는 독일어 wald에서 비롯된 이름이다.

## 인구
| 인구조사              | 인구 | Note  | %±     |
| --------------------- | ---- | ----- | ------ |
| 1920년                | 153  |       | —      |
| 1930년                | 237  |       | 54.9%  |
| 1940년                | 233  |       | −1.7%  |
| 1950년                | 207  |       | −11.2% |
| 1960년                | 266  |       | 28.5%  |
| 1970년                | 244  |       | −8.3%  |
| 1980년                | 259  |       | 6.1%   |
| 1990년                | 209  |       | −19.3% |
| 2000년                | 201  |       | −3.8%  |
| 2010년                | 222  |       | 10.4%  |
| 2019 (추산)           | 222  | [ 4 ] | 0.0%   |
| U.S. Decennial Census |      |       |        |